# IC 2439
IC 2439 ist eine Linsenförmige Galaxie vom Hubble-Typ S0-a im Sternbild Krebs auf der Ekliptik. Sie ist schätzungsweise 189 Millionen Lichtjahre von der Milchstraße entfernt.
Das Objekt wurde am 6. April 1896 vom französischen Astronomen Stéphane Javelle entdeckt.